# Евридика (съпруга на Антипатър)
Вижте пояснителната страница за други личности с името Евридика.
Евридика (на старогръцки: Εὐρυδίκη) е дъщеря на диадох Лизимах и първата му съпруга Никея, дъщеря на македонския регент Антипатър.
Нейният дядо по бащина линия е Агатокъл Пелски. Евридика е сестра на Агатокъл († 284/283/282 г. пр. Хр.) и на Арсиноя I († след 279 г. пр. Хр.; първата съпруга на Птолемей II). Тя получава името си в чест на леля си Евридика I.
Тя е омъжена за братовчед си по майчина линия, цар Антипатър I от Македония († 287 г. пр. Хр.), син на македонски цар Касандър и Тесалоника, дъщеря на цар Филип II и Никесиполис от Фере, Тесалия и полусестра на Александър Велики. Съпгут ѝ е брат на Филип IV и Александър V.
Той управлява Македония като съ-цар от 297 г. пр. Хр. до 294 г. пр. Хр. заедно с брат си Александър V. След като брат му Александър V се съюзява първо с Деметрий I Полиоркет, а след това с Пир, Антипатър бяга през 293 г. пр. Хр. с Евридика в Тракия при нейния баща Лизимах и иска от него да го върне на трона. През 287 г. пр. Хр. Деметрий I Полиоркет е изгонен от Македония, но тогава Лизимах сам желае трона и нарежда убийството на Антипатър. Евридика е затворена.